# Campiglossa scedelloides
Campiglossa scedelloides este o specie de muște din genul Campiglossa, familia Tephritidae, descrisă de Valery Korneyev în anul 1990. Conform Catalogue of Life specia Campiglossa scedelloides nu are subspecii cunoscute.